# Nikodem Mędlewski
Nikodem Edwin Mędlewski (ur. 18 lutego 1892 w Molnej, zm. 15 października 1967 w Poznaniu) – polski kapłan katolicki, protonotariusz apostolski, sędzia sądu metropolitalnego, profesor Arcybiskupiego Seminarium Duchownego w Poznaniu.

## Życiorys
Był najmłodszym z sześciorga dzieci nauczyciela Nikodema Mędlewskiego i Florentyny ze Smyłów. Ojciec zmarł mu w wieku czterech lat. Z uwagi na problemy finansowe rodziny wyjechał do stryja w Parkowie. Maturę zdał w 1912 w Królewskiej Hucie. Po przeprowadzce do Poznania, zatrudnił się w banku Związku Spółek Zarobkowych. W 1914 powołano go do wojska pruskiego, gdzie służył w X lazarecie fortecznym, aż do zwolnienia z wojska z uwagi na przyjęcie do seminarium duchownego. Naukę przerwały działania wojenne i w 1915 ponownie, po powołaniu do wojska, służył w X lazarecie fortecznym na Jeżycach w Poznaniu. Od 1916 był na froncie i walczył we Francji i w Rosji (19. Pułk Piechoty). Doszedł do stopnia podporucznika. Po zakończeniu wojny wrócił do nauki w seminarium.
Święcenia kapłańskie odebrał 11 marca 1922, a od 1 kwietnia 1922 był kapelanem i sekretarzem arcybiskupa Edmunda Dalbora. W 1932 doktoryzował się na Wydziale Teologicznym Uniwersytetu Warszawskiego na podstawie pracy Problem wojny w nauce św. Augustyna. 1 lipca 1932 otrzymał probostwo w Gostyniu. W 1934 został kanonikiem gremialnym Kapituły Metropolitalnej Poznańskiej, powierzono mu stanowisko referenta w Kurii Arcybiskupiej, a w roku następnym referenta arcybiskupiego dla majątkowych spraw seminaryjnych. W 1937 otrzymał nominację na kanonika teologa w kapitule metropolitarnej i na kaznodzieję w katedrze poznańskiej.
Podczas II wojny światowej przebywał na terenie Wielkiej Brytanii. W Glasgow objął funkcję kierownika bursy i prefekta gimnazjów, liceum ogólnokształcącego i handlowego. Prowadził także rekolekcje dla polskiej ludności wojskowej i cywilnej oraz dla młodzieży. Po powrocie w 1946 do Polski, został prepozytem Kapituły Metropolitalnej Poznańskiej oraz prałatem Jego Świątobliwości. 21 sierpnia 1946 mianowano go sędzią Metropolitalnego Sądu Duchownego w Poznaniu. 1 listopada 1947 został profesorem homiletyki i liturgiki Arcybiskupiego Seminarium Duchownego w Poznaniu. Od 1959 piastował godność protonotariusza apostolskiego. Od 1966 pełnił funkcję przewodniczącego Rady Nadzorczej Księgarni św. Wojciecha.
Zmarł w Poznaniu. W jego pogrzebie wzięło udział około czterystu księży. Spoczywa w katedrze poznańskiej.

## Ordery i odznaczenia
- Złoty Krzyż Zasługi (19 lipca 1939)[3]